# Menongue
Menongue è una città dell'Angola, capoluogo della provincia di Cuando Cubango, con una popolazione di 31 445 abitanti.